# Laagri
Koordinaten: 59° 21′ N, 24° 36′ O
Laagri ist eine großdörfliche Siedlung (alevik) in der estnischen Landgemeinde Saue im Kreis Harju. Der Ort hat 5.165 Einwohner (Stand: 31. Dezember 2011).

## Lage
Das Dorf liegt 13 km vom Stadtzentrum von Tallinn entfernt und hat sich zu einer Vorstadt der estnischen Hauptstadt entwickelt. Das Ortszentrum mit Schulzentrum, Einkaufsmöglichkeiten und Postamt befindet sich westlich der Pärnu Maantee, doch erstreckt sich das Ortsgebiet auch östlich der Straße. Der östliche Ortsteil wird Nõlvaku genannt und entwickelte sich vor allem nach dem Jahr 2000 zu einer beliebten Wohngegend mit mehreren Appartementhäusern. Dort befindet sich, ebenso wie im Ortszentrum von Laagri, ein eigener Kindergarten (Nõlvaku lasteaed).

## Geschichte
Die Geschichte des Orts geht auf das Dorf Pääsküla zurück, das erstmals 1248 im Liber Census Daniæ erwähnt wird. Zar Peter der Große ließ dort im 18. Jahrhundert ein Marinedepot für die nahe gelegene Seefestung errichten.
Laagri diente im Ersten Weltkrieg als Gefangenenlager. Für den dortigen Haltepunkt der Bahnstrecke zwischen Paldiski nach Tallinn hatte sich der Name Laagri (deutsch: Lager) herausgebildet, der 1928 amtlich wurde.
Nach dem Zweiten Weltkrieg erlebte Laagri einen großen Zustrom von Arbeitern. Dort wurde die Muster-Kolchose Lenin gegründet. Seit 1975 befindet sich die Verwaltung der Gemeinde Saue in Laagri. Im Jahr 2008 wurde ein großes Schul- und Sportzentrum errichtet. Von Laagri führen öffentliche Omnibusse des Tallinner Stadtverkehrsbetriebes Tallinna Linnatranspordi AS in etwa 30 Minuten Fahrzeit direkt in das Stadtzentrum der benachbarten estnischen Hauptstadt. 

## Bevölkerung
Laagri gehört zum Speckgürtel um Tallinn mit sehr guter Verkehrsanbindung zur Hauptstadt und weist daher im Gegensatz zu den meisten estnischen Orten eine rasch wachsende Bevölkerung auf. Im Jahr 2000 lebten in Laagri 3.831 Menschen. Laut Volkszählung 2011 betrug die Einwohnerzahl in Laagri ein Jahrzehnt später bereits 5.165 Bewohner, davon 2.413 Männer und 2.752 Frauen. Hinsichtlich der Muttersprache dominieren die estnischsprachigen Einwohner mit 4.635 Personen (89,7 %) vor den russischsprachigen Bewohnern mit 465 Personen (9,0 %). Eine andere Muttersprache wurden von 63 Personen angegeben, 3 Personen machten keine Angabe.

## Sehenswertes
Im Ortsteil Nõlvaku befindet sich unmittelbar an der Grenze zur Stadt Tallinn über den Pääsküla jögi eine alte Steinbrücke aus der Zeit um 1860. Sie dient heute nur noch dem Fußgänger- und Fahrradverkehr. 

## Natur
Im östlichen Ortsteil Nõlvaku befinden sich unterirdische Tunnelsysteme, welche bis auf die Zeit von Zar Peter der Große zurückgehen und heute nicht mehr genutzt werden. Dort leben mehr als 1000 Fledermäuse aus 5–6 verschiedenen Arten. Das Tunnelsystem steht unter Naturschutz und darf nicht betreten werden.

## Sport
Der in Laagri ansässige Fußballverein Harju JK Laagri spielt nach mehreren Aufstiegen in Folge seit 2023 in der höchsten Spielklasse des Landes, der Meistriliiga.